# William Vane, 3:e hertig av Cleveland
William Vane, 3:e hertig av Cleveland, född 1792, död 6 september 1864, son till William Vane, 1:e hertig av Cleveland och lady Catherine Powlett.
Han fungerade som parlamentsledamot (whig) under åren 1812-1857. Efter att ha ärvt ansenliga jordegendomar efter sin mormor, änkehertiginnan av Bolton, ändrade han sitt efternamn till Powlett 1813.
Han gifte sig 1815 i London med lady Grace Caroline Lowther (1792-1883) dotter till överstelöjtnant William Lowther, 1:e earl av Lonsdale. Han dog barnlös på sitt slott Raby Castle nära Durham , efter att ha efterträtt sin barnlöse äldre bror som hertig några månader tidigare. Han efterträddes av sin yngre bror, Harry Powlett, 4:e hertig av Cleveland.